# Белина, Анна Васильевна
Анна Васильевна Белина (1941—2019) — советский и российский педагог и общественный деятель.

## Биография
Родилась в 1941 году в Тыарасинском наслеге Таттинского района, якутка.
Получила высшее образование, окончив Якутский государственный университет (ныне Северо-Восточный федеральный университет).
Работала в Кыстатыамской школе Жиганского района заместителем директора по учебно-воспитательной работе. Затем была учителем русского языка и литературы в Черкехской средней школе; учителем и завучем в Ытык-Кюельской средней школе. По её инициативе был создан музей Славы.
После этого работала инспектором Таттинского районного отдела народного образования Якутской АССР. Автор трех брошюр, программы по русской литературе в 8-10 классах и спецкурсов.
Одновременно занималась общественной деятельностью — была народным депутатом СССР от Мегино-Кангаласского национально-территориального избирательного округа № 697 Якутской АССР. Была членом Совета Национальностей Верховного Совета СССР XII созыва.
Умерла в Якутске 5 августа 2019 года.

## Заслуги
- Заслуженный учитель школы РСФСР, Отличник народного просвещения РСФСР, Учитель учителей Республики Саха (Якутия).[1]
- Почетный гражданин Таттинского улуса с 2001 года.[2]